# Metamorfizm dynamiczny

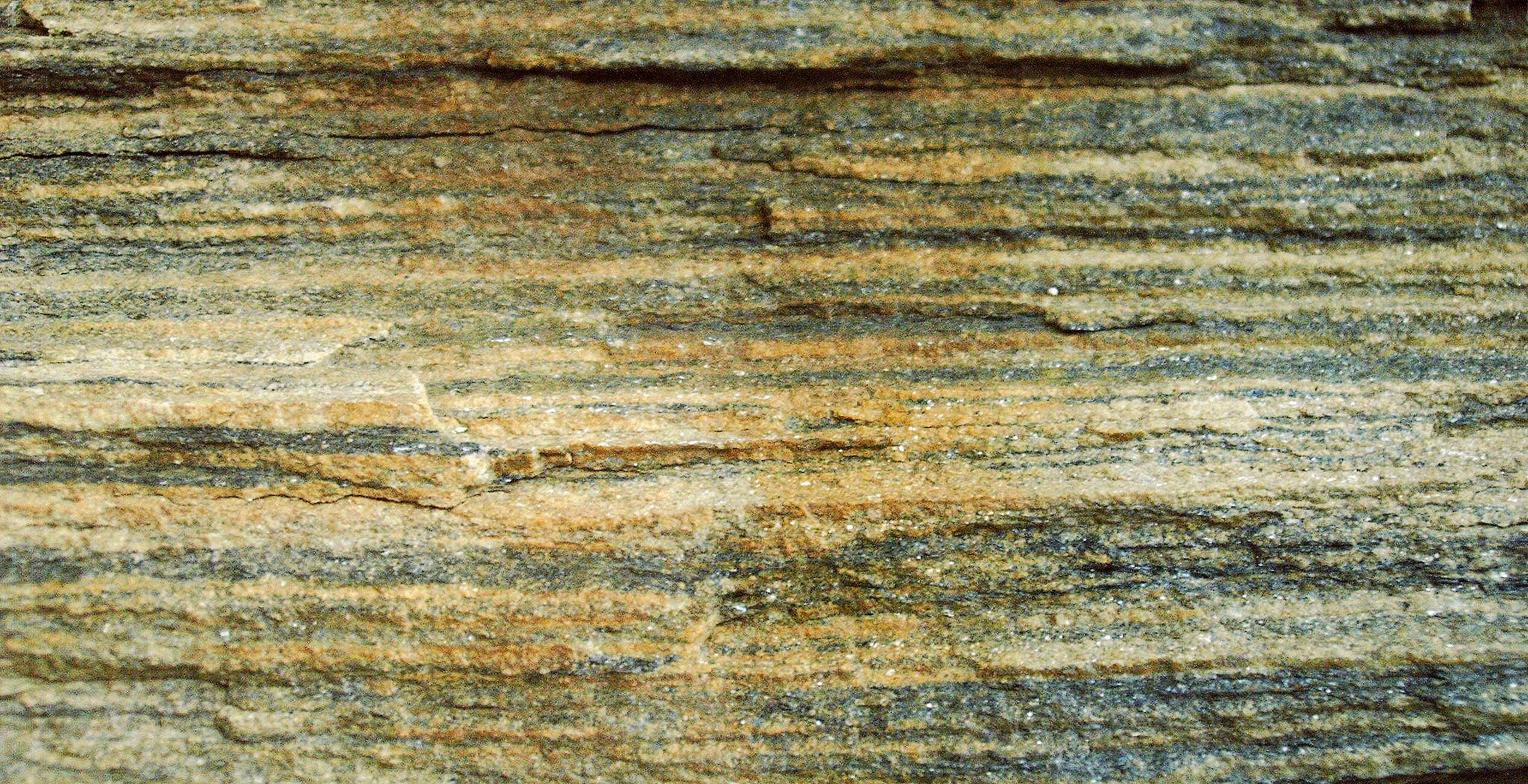
Gnejs ołówkowy wykształcony w postaci ultramylonitu, Doubravčany, k. Kutnéj Hory, Czechy

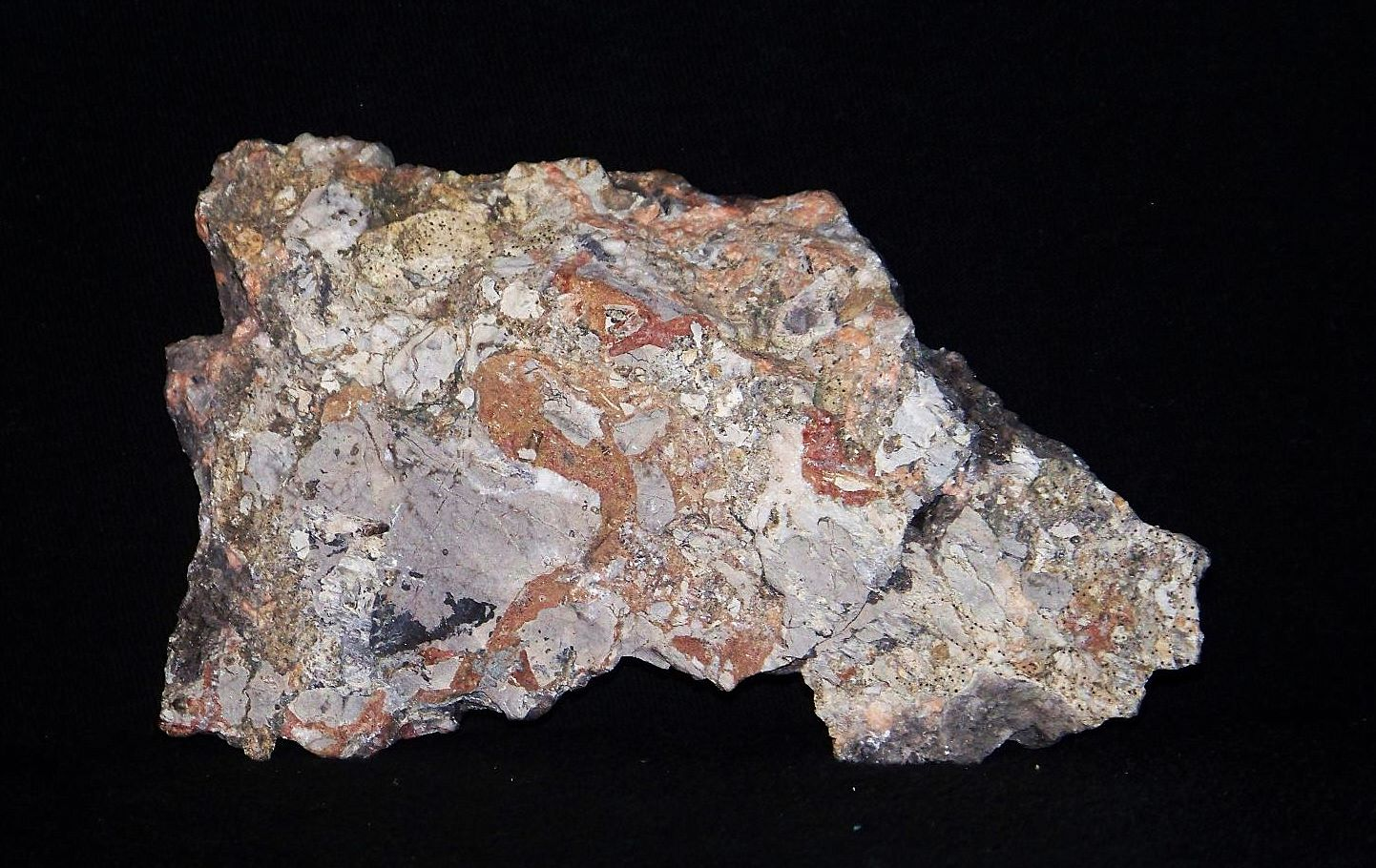
Brekcja tektoniczna o spoiwie barytowym, (13 x 7 cm), Kielce-Ślichowice, Góry Świętokrzyskie

Metamorfizmem dyslokacyjnym, inaczej zwanym dynamicznym, kataklastycznym, kinetycznym bądź dynamometamorizmem, opisujemy procesy metamorfizmu towarzyszące procesom górotwórczym (fałdowym), ale przede wszystkim związanych z tymi procesami ruchami uskoków i nasunięć. Powodem przeobrażenia jest wysokie ciśnienie kierunkowe potocznie nazywane stressem. 
Produkty metamorfizmu dyslokacyjnego są różnego rodzaju: jeżeli dochodzi do kruszenia materiału czyli kataklazy, wówczas mówimy o utworach kataklastycznych. Jeśli natomiast dochodzi do mielenia i wytworzenia wybitnie kierunkowej struktury mamy do czynienia z mylonitami powstałymi w procesie mylonityzacji. Stopień rozdrobnienia materiału zwiększa się wraz z głębokością rozłamu czyli skała przechodzi z kataklazytu w mylonit.
Skały kataklastyczne powstałe wskutek dynamometamorfizmu uszeregowane od najsłabiej do najsilniej przeobrażonych: kakiryt → brekcja tektoniczna → kataklazyt → mylonit → ultramylonit → fyllonit. 
Jeśli metamorfizm dyslokacyjny jest szczególnie intensywny, może dojść do zeszklenia miazgi skalnej i powstania pseudotachylitu.